# 小魔女DoReMi角色列表
本條目列出在日本少女動畫《小魔女DoReMi》中的登場角色。角色介紹以最後結局為準。

## 魔女見習生
| 角色名            | 配音員                                                                       | 角色介紹 |
| ----------------- | ---------------------------------------------------------------------------- | --- |

由左至右：飛鳥桃子、妹尾愛子、春風DoReMi、卷機山花、藤原羽月、瀬川音符。

| 春風DoReMi        | 日本：千葉千惠巳 台灣：楊凱凱 林美秀(第二季31~49話) 香港：梁少霞             | 形象顏色: 粉紅色 波龍音色:鋼琴 精靈:台灣：(多多）香港：(dodo) 綽號:台灣：(小麻煩魔女）香港：（大番薯魔女) 生日:1990年7月30日，獅子座 血型:B型 劇情發展 本作品女主角之一，也是第一女主角。 熱情開朗像顆小太陽，雖然做事常錯漏百出而粗心迷糊，但好奇心旺盛並重視友情，對待朋友和藹可親，經常會對遇到困難的同學朋友伸出援手，雖然沒有妹妹泡泡能幹，但很愛護自己的妹妹。因幼時鋼琴演奏會失敗後父母為安慰她帶她去餐廳吃牛排，從那之後牛排成為她最喜愛的料理。常稱自己為「世界上最不幸的美少女」。學業成績總是50分以下。在第一部喜歡五十嵐學長，但沒有勇氣去告白。是為了能與喜歡的人告白而成為魔女。後續小說中升讀美空高中後成為校足球隊經理，為尋找音符而再一次成為魔女見習生，並回歸魔法堂兼職。中學二年級時與小竹告白，但因小竹不知道該怎麼回應而誤以為自己被甩，最終在升上高中三年級後終成眷屬。大學畢業後進入美空小學擔任教師。波龍音色為鋼琴。 |
| 藤原羽月          | 日本：秋谷智子 台灣：謝佼娟、傅曼君（OVA） 香港：林元春                      | 形象顏色: 橘色 名稱：台灣：（羽月）香港：(初貴） 波龍音色:小提琴 精靈:台灣：(蕾蕾）香港：(rere) 生日:1991年2月14日，水瓶座 血型:A型 劇情發展 本作品女主角之一。魔法堂中唯一的眼鏡娘，在系列作中鮮少出現過沒戴眼鏡的樣子。 家境優渥，文靜溫柔，穩重大方，功課很好的千金小姐，同時也相當的天真及單純，與Doremi同樣容易被騙。擅長小提琴。夢想是成為小提琴家。 因為DoReMi的失誤，導致她與小愛發現了DoReMi的魔女見習生身份，連帶影響了魔女莉卡和精靈拉拉的身份曝光，所以與小愛跟著成為了魔女見習生，成為魔女的動機為「希望向母親勇敢拒絕並表達出自己的感受」。 後續小說中升讀卡蓮女子學院，高中時為尋找音符而再一次成為魔女見習生。步入社會後成為小提琴演奏家和教師，與矢田育有小名為「蕾蕾」（與精靈同名）的女兒。 |
| 妹尾愛子          | 日本：松岡由貴 台灣：雷碧文 謝佼娟(僅第一季第3集) 香港：鄭麗麗               | 通稱:台灣：(小愛）香港：(愛子) 形象顏色: 水色 波龍音色:口琴 精靈:咪咪 生日:1990年11月14日，天蠍座 血型:O型 劇情發展 本作品女主角之一。 大阪出身，是名蠻橫嬌羞、堅強、精明能幹、有生意頭腦、懂得做所有家務、有些男孩子氣、善於各項運動（游泳除外，後來在羽月教導下學會），特別擅長田徑，不輕易掉淚，活潑又有大姐氣概的女孩，但跟Doremi一樣不擅課業。擅長製作章魚燒。 父母在她小時候便已離婚，所以有很多不愉快的回憶，內心感到悲傷和痛苦，卻可以表現得很開朗。 因為DoReMi的失誤，導致她與羽月發現了DoReMi的魔女見習生身份，連帶影響了魔女莉卡和精靈拉拉的身份曝光，所以與羽月跟著成為了魔女見習生，成為魔女的動機為「希望藉由學習魔法使父母破鏡重圓」。 第四部結局時父母成功復婚，並遷往大阪居住。後續小說中全家回到美空市居住，並入讀美空高中加入田徑部，再次成為DoReMi的同學，為尋找音符而再一次成為魔女見習生。其後因傷患被迫放棄選手生涯，並在步入社會後成為田徑教練。 |
| 瀨川音符          | 日本：宍戶留美 台灣：王瑞芹 香港：陳凱婷                                     | 形象顏色: 紫色 波龍音色:長笛 精靈:台灣：(樂樂）香港：(Lolo) 生日:1991年3月3日，雙魚座 血型:B型 劇情發展 本作品女主角之一。 第一季前期以反派形象登場。三年級寒假時在沖繩遇見魔女露卡，並識穿她的身分而成為魔女見習生。因為魔女露卡和魔女莉卡起初是敵對關係，而與DoReMi處於對立狀態。因擁有護身符免遭反噬而濫用禁忌魔法，本身也是一名我行我素的偶像歌手，極度冷酷不顧他人。成為魔女的動機是「利用魔法成為超人氣童星」。 其後漸漸也與DoReMi她們成為好朋友，在一級試合格後眾人被發現魔女身份，為了保護大家而再一次使用禁忌魔法消除他人的記憶。但因護身符碎裂遭到魔法反噬面臨沉睡100年的命運，後被DoReMi、羽月、小愛、泡泡用禁忌魔法喚醒，並捨棄魔女身分作為代價。第二季在女王的安排下五人均再次成為魔女見習生。 因為身為高人氣偶像而成了魔法堂的活宣傳，很多人都是為了看她才去魔法堂購物。 後續小說提及中學三年級時為照顧中風的母親，在沒有通知任何人的情況下拋下工作直接回到北海道的老家，在DoReMi等人尋獲她之後返回東京並復出演藝界。後來為了尋找再次來到人類世界的小花而再一次成為魔女見習生。但高中三年級時為陪伴臨終的母親再次拋下所有工作，並使用魔法設下結界不讓人打擾。不過卻因此失去了在日本藝能界的地位，更因違反不為自己使用魔法的約定而失去見習身份。 最終前往美國百老匯以成為舞台劇女演員的目標而努力。 |
| 飛鳥桃子          | 日本：宮原永海 台灣：雷碧文 香港：劉惠雲→曾秀清                              | 通稱:台灣：(小桃子）香港：(桃子) 形象顏色: 黃色（ 綠色） 波龍音色:吉他 精靈:妮妮 生日:1990年5月6日，金牛座 血型:AB型 劇情發展 本作品女主角之一。 個性爽朗大方的美籍日僑，小時候就移居美國紐約，會說流利的英文，善於作甜點、彈吉他。因為文化上的差異，剛開始鬧出不少風波，但慢慢學習日語融入大家，但有時候會鬧出一些小笑話。 剛抵達美國時得到魔女夢露的照顧，但後來識穿她的身分而成為魔女見習生，在通過所有考試成為魔女當天，魔女夢露壽終。為了令魔女夢露復活而使用禁忌魔法令水晶球碎裂，失去魔女身分。 第3部因女王為了幫助不會做糕點的DoReMi等人而援請桃子幫忙教導帶領，也因父母工作關係回到日本，回復魔女見習生的身份加入魔法堂。第4部結局因父母的關係再次回到美國。 後續小說提及她因父母工作關係再次回到日本，並入讀美空高中，再次成為DoReMi的同學。同時也為了幫助音符而再次成為魔女見習生，並把魔法堂再次改成甜點屋。目標是親自接手重開魔女夢露留下的紐約魔法堂甜點屋。 |
| 春風泡泡          | 日本：石毛佐和 詩乃優花（第1期第27話臨時代替） 台灣：雷碧文 香港：雷碧娜     | 台灣：(泡泡) 香港：(寶寶) 形象顏色: 紅色 波龍音色:小喇叭 精靈:台灣：(發發) 香港：(fafa) 生日:1994年9月9日，處女座 血型:AB型 劇情發展 DoReMi的妹妹，不過比DoReMi能幹。 在學校中很受同學歡迎，她的同學更組織了泡泡親衛隊。 曾把變成魔女青蛙的魔女莉卡當成玩偶並以一千圓買下，更自行替其取名為「ブニュちゃん（台：小布丁，港：棉花糖）」。 由於在魔法堂後院看見DoReMi三人使用魔法而揭穿了她們的身份，因此也成為魔女見習生。習慣早睡，而且一旦睡著就很難叫醒，DoReMi等人多次嘗試叫醒她參加魔女見習生升級試，但沒有成功過。 雖然在第一部中已經成為魔女見習生，但直到第二部才首次參加見習考試，更直接一考即跳過六級。最終歷經四年到第四部後期才通過所有見習魔女升級考試。 在後續小說中升讀卡蓮女子學院。但與姐姐DoReMi等人不同的是，她沒有再次成為魔女見習生。 |
| 魔女小花/薪旗山花 | 日本：大谷育江 台灣：謝佼娟(第二、三季）→林美秀(第四季） 香港：陸惠玲→程文意 | 形象顏色: 柠檬色（ 白色） 精靈:豆豆。 生日:2000年3月25日，白羊座。 本作品女主角之一。 喜歡作品中的角色之一:台灣：(老頭阿迪) 香港：(迪加大叔) 劇情發展 第二部起從魔力超強的藍色魔女皇后玫瑰中出生，因為DoReMi等人目睹其出生而成為小花的媽媽，並由DoReMi等人照顧。一年後則入讀魔法幼稚園，與DoReMi等人分離。 第三部DoReMi等人獲得特許能夠在規定的日子探望小花。雖然只有一歲，但魔力已經遠超魔女幼稚園全體教師，更可把DoReMi從人類世界直接召喚至魔女世界。 第四部因掛念DoReMi並想跟她們一起上學，而用魔法把自己變成12歲，但因魔力衝擊過強令自己的水晶球全數粉碎而失去魔女身份，只能成為魔女見習生通過考試來回復魔女身份，因此也成為魔女世界有史以來第一個需要接受見習考試來回復魔女身份的原生魔女。 在人類世界使用化名薪旗山花，對外宣稱是薪旗山莉卡親戚的小孩。第四季結局與DoReMi五人一起從美空小學畢業後，與魔女莉卡回到魔女世界，並解除魔法恢復幼兒的樣子。 後續小說中為尋找自己的妹妹再次前往人類世界，並使用魔法把自己的外貌變成高中生入讀美空高中，再次與自己母親DoReMi等人一同上學。其後建立啦啦隊部。 因為魔力強大，學習能力同樣超群，在人類世界的小學和高中入學後均能迅速跟上學習進度，入讀美空高中後更成為年級第一。最終更考入東京大學，並輔導落榜的DoReMi再戰。完成學業後回到魔女世界正式接任女王。 小花因為是原生魔女並不需要使用咒語，但是她覺得這樣才有感覺，所以自創的。魔女沒有姓氏，名字前皆冠以魔女稱呼。 |
| 和久望美          | 日本：川田妙子 香港：何璐怡                                                  | 本作品OVA版第12話登場 形象顏色： 綠色 劇情發展 Doremi到醫院探望詩織時因進錯病房而認識的血癌病童，相當擅長玩扑克牌遊戲神經衰弱。 與Doremi一樣從小就相信魔女的存在，有自創的魔法咒語，也自行設計了自己的魔女服裝。 在小學二年級途經魔法堂的時候已經對魔女莉卡的身份有所懷疑。 Doremi等人在某天夜裡用魔法給她換上見習服，進行魔女見習生的體驗，與病童們度過了美好的一晚。自此重拾信心積極對抗病魔。 在Doremi經魔女莉卡對女王提出請求後，女王也同意與她會面。但她最終仍在第二天清晨不敵病魔而離世，並在天堂對Doremi表達了感謝。之後每年祭日Doremi都會陪同她父母一同給她掃墓。 |
| 春風華米          | 日本：渡邊久美子 台灣：雷碧文 香港：何璐怡                                   | 本作品OVA版最終話的主角。 形象顏色： 粉紅色 劇情發展 OVA最終回登場的女孩子，DoReMi的孫女，住在未來的東京，與DoReMi相似處很多，不夠細心而且還喜歡牛排，等等。 華米也是魔女見習生，連咒語都和DoReMi一樣。前來與DoReMi見面是為了告訴她魔女的存在，但發現DoReMi自己也是魔女見習生。 故事至今仍未曾提及華米的姓氏。 |

備註:
1.咒語部份:
| 春風DoReMi   | 台灣                            | 香港                            | 日本                            |
| ------------ | ------------------------------- | ------------------------------- | ------------------------------- |
| 魔法咒語     | 霹靂卡霹靂拉拉 波波力那貝貝魯多 | 比利卡比利那那 撲撲利那比比路多 | ピリカピリララ ポポリナペペルト |
| 魔幻舞台     | 霹靂卡霹靂拉拉 輕鬆開朗         | 比利卡比利那那 伸展魔力         | ピリカピリララ のびやかに       |
| 皇家使者咒語 | 霹靂卡 皇家使者                 | 比利卡 巴多利路                 | ピリカ パトレーヌ               |

| 藤原羽月     | 台灣                | 香港                | 日本                        |
| ------------ | ------------------- | ------------------- | --------------------------- |
| 魔法咒語     | 拍拍砰呸 噗哇噗哇噗 | 派派幫幫 普哇普哇普 | パイパイポンポイ プワプワプ |
| 魔幻舞台     | 拍拍砰呸 溫柔優美   | 派派幫幫 優美魔力   | パイパイポンポイ しなやかに |
| 皇家使者咒語 | 拍拍 皇家使者       | 派派 巴多利路       | パイパイ パトレーヌ         |

| 妹尾愛子     | 台灣                        | 香港                        | 日本                            |
| ------------ | --------------------------- | --------------------------- | ------------------------------- |
| 魔法咒語     | 帕美魯克拉魯克 拉哩摟哩波噴 | 巴美露古拉露古 拉利羅利卜布 | パメルクラルク ラリロリポップン |
| 魔幻舞台     | 帕美魯克拉魯克 樂音高亢     | 巴美露古拉露古 高強魔力     | パメルクラルク たからかに       |
| 皇家使者咒語 | 帕美魯克 皇家使者           | 巴美露古 巴多利路           | パメルク パトレーヌ             |

| 瀨川音符     | 台灣                  | 香港                  | 日本                                |
| ------------ | --------------------- | --------------------- | ----------------------------------- |
| 魔法咒語     | 噗魯魯噗魯 發咪發咪發 | 普路普普路 法米法米法 | プルルンプルン ファミファミファーレ |
| 魔幻舞台     | 噗魯魯噗魯 清新爽朗   | 普路普普路 溫柔魔力   | プルルンプルン すずやかに           |
| 皇家使者咒語 | 噗魯魯 皇家使者       | 普路普 巴多利路       | プルルン パトレーヌ                 |

| 飛鳥桃子 | 台灣                  | 香港                  | 日本                          |
| -------- | --------------------- | --------------------- | ----------------------------- |
| 魔法咒語 | 佩魯坦佩登 啪拉力拉碰 | 佩露坦佩頓 巴拉里拉普 | ペルタンペットン パラリラポン |
| 魔幻舞台 | 佩魯坦佩登 舒爽明亮   | 佩露坦佩頓 爽朗魔力   | ペルタンペットン さわやかに   |

| 春風泡泡 | 台灣                         | 香港                         | 日本                              |
| -------- | ---------------------------- | ---------------------------- | --------------------------------- |
| 魔法咒語 | 皮皮多 噗力多 噗力當貝貝魯多 | 比比多 普利多 普利打比比路多 | ピピットプリット プリタンペペルト |
| 魔幻舞台 | 皮皮多噗力多 活潑舒暢        | 比比多普利多 開朗魔力        | ピピットプリット ほがらかに       |

| 小花/薪旗山花    | 台灣                             | 香港                   | 日本                                     |
| ---------------- | -------------------------------- | ---------------------- | ---------------------------------------- |
| 魔法咒語         | 波囉林 噗哇林 哈那哈那披         | 波洛利 普利 小花飛呀飛 | ボロリンピュアリン ハナハナピ            |
| 魔幻舞台(小說版) | 波囉林 噗哇林 微笑打開(笑容煥發) | 無                     | ボロリンピュアリン にこやかに(笑容煥發)  |
| 變身時咒語       | 我是漂亮的俏魔女 小花            | 小魔女小花             | プリティー．ウィッチー．ハナちゃんッチー |

| 和久望美 | 台灣                                                                               |
| -------- | ---------------------------------------------------------------------------------- |
| 魔法咒語 | 巴比湯沙沙 迪里郎哇林 魯魯米林林 梭拉利拉夏拉力拉 波特拉拉波特里拉法拉力拉飛魯拉拉 |

| 春風華米 | 台灣                              | 香港                              | 日本                            |
| -------- | --------------------------------- | --------------------------------- | ------------------------------- |
| 魔法咒語 | 霹靂卡 霹靂拉拉 波波力那 貝貝魯多 | 比利卡 比利那那 泡泡利那 比比路多 | ピリカピリララ ポポリナペペルト |

2.名字寫法:
| 名字          | 日語原文             | 假名              | 平文式羅馬字      |
| ------------- | -------------------- | ----------------- | ----------------- |
| 春風DoReMi    | 春風 どれみ          | はるかぜ どれみ   | Harukaze Doremi   |
| 藤原羽月      | 藤原はづき           | ふじわら はづき   | Fujiwara Haduki   |
| 妹尾愛子      | 妹尾 あいこ          | せのお あいこ     | Senoo Aiko        |
| 瀨川音符      | 瀬川 おんぷ          | せがわ おんぷ     | Segawa Onpu       |
| 飛鳥桃子      | 飛鳥 ももこ          | あすか ももこ     | Asuka Momoko      |
| 春風泡泡      | 春風 ぽっぷ          | はるかぜ ぽっぷ   | Harukaze Pop      |
| 小花/薪旗山花 | ハナちゃん/巻機山 花 | まきはたやま はな | Makihatayama Hana |
| 和久望美      | 和久 のぞみ          | わく のぞみ       | Waku Nozomi       |
| 春風華米      | 春風 ふぁみ          | はるかぜ ふぁみ   | Harukaze Fami     |

## 小魔女們的家人

### 春風家
| 角色名   | 配音員                                                                                           | 簡介 | 登場集數       |
| -------- | ------------------------------------------------------------------------------------------------ | --- | -------------- |
| 春風溪介 | 日本：望月祐多 台灣：魏伯勤（主要）、孫中台、于正昇（第三部） 香港：招世亮、林保全（代配劇場版） | 介紹 DoReMi的爸爸， 職業是釣魚寫作家，也是標準的釣魚狂， 最擅長飛蠅釣， 每次偷買新釣竿或要出去偷溜出去釣魚時都幾乎會被妻子抓包並毒打一頓。 後期因飛蠅釣的熱潮退去而導致工作量減少，不得以為轉向海釣風格，但仍不改經常偷買新釣竿的壞習慣。 | 待查           |
| 春風遙   | 日本:詩乃優花 台灣:王瑞芹 香港:袁淑珍                                                            | 介紹 DoReMi的媽媽，是一個標準的家庭主婦，也是個溫柔的媽。 基本上在丈夫溪介每次要出去釣魚時都幾乎會被她抓包並毒打一頓，而對於此事對於已經形同日常的兩個女兒DoReMi和泡泡來說早已是司空見慣。 小時候的夢想是將來能成為職業鋼琴演奏家，在發生車禍受傷後被迫放棄，因而也認識了現在的丈夫；後想把DoReMi也教成鋼琴演奏家，但在DoReMi第一次的鋼琴演奏會失敗後，終於發現自己不應該強迫女兒，為了要治好DoReMi的心靈創傷把鋼琴賣掉，因而沒有要求泡泡學習鋼琴，但卻不知道泡泡想學。 小說版因為丈夫工作量減少的緣故而收入減少，不得不在家開設幼兒鋼琴教室來兼差維持家計，同時也時常借用藤原家的隔音室來協助訓練音符的鋼琴和歌唱能力。 | 待查           |
| 春風雄介 | 日本:立璧和也 台灣:魏伯勤 香港:陳永信                                                            | DoReMi的爺爺。 | 於劇場版中登場 |
| 春風陸   | 日本:巴菁子 台灣:王瑞芹 香港:陸惠玲                                                              | DoReMi的奶奶，很會做點心的高手。 |                |

### 藤原家
| 角色名   | 配音員                                                                      | 角色介紹 | 登場集數 |
| -------- | --------------------------------------------------------------------------- | --- | -------- |
| 藤原明   | 日本:乃村健次 台灣:魏伯勤、于正昇（第三部） 香港:雷霆                       | 羽月的爸爸，職業是導演。 介紹 曾幫桃子錄製給桃子在美國的朋友「貝絲」的影像郵件[1]。由於羽月的媽媽在婚前是姓藤原，因此可得知羽月的爸爸是被招贅至藤原家的。 後續因劇組工作人員吸毒而導致電影拍攝延後，為了承擔責任而背債，原本不想拖累妻兒而藉由離婚來自己揹債，但在家人勸說下最後決定改成把豪宅賣掉來抵債， 並一家搬至公寓。                                                                                       | 待查     |
| 藤原麗子 | 日本:前田悠衣 台灣:雷碧文 香港:雷碧娜                                       | 羽月的媽媽，職業是室內設計師。 十分關心羽月，所以一直用她自己的方法去教導羽月，但很多時候她會擅自決定，令羽月煩惱。 | 待查     |
| 市川小雪 | 日本:齐藤祐子 朴璐美（少女時代） 台灣:王瑞芹 香港:蔡惠萍 何璐怡（少女時代） | 通稱「（台：管家婆婆，港：阿婆）」，藤原家的管家 介紹 藤原家的管家，藤原家的家務都是由她負責的。做家務時精力充沛，風風火火的。 年輕時對芭蕾舞感興趣，曾在後面看別人跳芭蕾舞，也因此能夠指導羽月跳芭蕾舞的正確姿勢。喜歡一位叫溫彥的男子，後來因戰爭爆發而當兵出戰，從此沒有再回來[2]。 在藤原家背債後，因為不想成為藤原家的負擔而選擇告老還鄉，最後羽月與她許下了日後若成為知名音樂家一定會找她來聽演奏會的約定。 | 待查     |

### 妹尾家
| 角色名   | 配音員                                                                     | 角色介紹 | 登場集數 |
| -------- | -------------------------------------------------------------------------- | --- | -------- |
| 妹尾幸治 | 日本:津久井教生 台灣:魏伯勤（主要）、孫中台、于正昇（第三部） 香港：蘇強文 | 愛子的爸爸，職業是計程車司機。和妻子分居後與愛子搬到美空市，最後和妻子復合搬回大阪。 曾因為所屬的公司倒閉而失業，後獲玉木麗香的父親聘用[1]。 | 待查     |
| 岡村敦子 | 日本:平辻朝子 台灣:楊凱凱、林美秀（第二部第44集） 香港：曾秀清             | 愛子的媽媽，職業是安養院的護士。但與小愛的爸爸再婚後，姓氏也從夫姓，故結局時的名字應為「妹尾敦子」。 | 待查     |
| 岡村惣一 | 日本:八木光生 台灣:魏伯勤 香港：張炳強                                     | 岡村敦子的父親，愛子的外公。 角色介紹 因為中風而入院，後獲安排到女兒工作的安老院入住，曾經因為女兒和幸治私奔結婚而不滿，後愛子說服了他，但其實因為妻子臨終前的願望而早就原諒了他們[1]，表面上對小愛態度冷淡，實際上非常認同小愛是她的外孫女，故事最後和愛子一家三口於大阪同住。 小說版時已經離世，但據小愛所言他在臨終時的表情相當安詳。 | 待查     |

### 瀬川家
| 角色名   | 配音員                                    | 角色介紹 | 登場集數 |
| -------- | ----------------------------------------- | --- | -------- |
| 瀬川剛   | 日本:山賀教弘 台灣:魏伯勤 香港：雷霆→陳欣 | 音符的爸爸，職業是火車駕駛員。老家在北海道稚內。 因為工作時常不能回家和妻小共享天倫之樂，雖然如此，依然相當疼愛且信任音符和妻子。 後續小說中調回北海道札幌的分公司。DoReMi等人為尋找音符的下落而與他見面，從而得知音符回到了北海道老家。 | 待查     |
| 瀨川美保 | 日本:安达茉莉 台灣:謝佼娟 香港：蔡惠萍    | 音符的媽媽，前藝名櫻井可拉拉（桜井くらら﹐港譯：櫻井娜娜） 介紹 沖繩出身，年青時同樣是偶像歌手，因為有一次在演唱會登台時，不幸從檯階上摔下來骨折，更因此受驚過度留下了心理陰影，無法再唱歌，被迫引退而從此結束演藝生涯。後來結婚生下音符後，也積極地將她培育成童星，希望音符能替她實現當時的夢想。後來音符利用魔法進入她的夢中，消除了她的心理陰影。 在魔女露卡把演藝公司結業回到魔女界後，開設演藝公司成為負責人並接手音符的經紀事項。但在音符國中三年級時卻因為過勞而導致腦中風，在音符的陪同下回到丈夫在北海道稚內的老家休養。但在音符高中三年級時再次中風導致腦溢血變成植物人，最終不治離世。 | 待查     |

### 飛鳥家
| 角色名     | 配音員                                                                        | 角色介紹                                                                                                | 登場集數                   |
| ---------- | ----------------------------------------------------------------------------- | --- | -------------------------- |
| 飛鳥建三   | 日本:平田廣明 台灣：于正昇→魏伯勤 香港：陳欣                                  | 桃子的爸爸，職業是一級建築師。 小說版因為負責北京奧運的建築設計，所以帶著一家人再度回到美空市暫時居住。 | 待查                       |
| 飛鳥美野里 | 日本:宫下富三子 台灣:王瑞芹、謝佼娟（第三部第13集、第四部第20集） 香港:沈小蘭 | 桃子的媽媽，職業是攝影家。在美國的時候，她為模特兒拍攝，而在日本的時候，喜歡周圍拍攝風景。              | 第三部第13集、第四部第20集 |

## 學校人物

### 與DoReMi們同年級的同學

#### 6年1班
工藤睦美（配音：茉雪千鶴／台灣：王瑞芹、楊凱凱（第三部）、林美秀（第四部第51集）／香港：陳凱婷、黃麗芳）
喜歡女子摔角，奉小甜甜伊藤為偶像，原本因為要打敗哥哥才學摔角，後來因為哥哥升上大學，已經不玩摔角了，而身為女生的她導致沒有男生會與其對戰。雖然DoReMi他們想幫助她，而假扮成蒙面摔角選手（世界冠軍腰內肉蒙面人等人），仍敵不過睦美的四字固定法、駱駝擒拿法、高舉過肩摔、黃金睦美特製獨門絕招。和DoReMi、羽月從小奏鳴曲幼稚園開始就是同班同學。
未來的夢想是想要和小甜甜組隊成為女子摔角檔。
一度要隨著小甜甜伊藤退休而放棄，但是在對摔角的熱愛和長谷部武志的鼓勵下，最後加入摔角教室。
玉木麗香（配音：永野愛／台灣：王瑞芹、謝佼娟（第一部第6集）／香港：黃麗芳）
擔任學生會長，個性比較任性，自以為是，是個喜歡炫耀的千金小姐，但心地其實不壞，會對需要幫助的學弟妹伸出援手。
因沒有真正要好的朋友，對此感到苦惱。第三部中得到桃子的真誠相待而逐漸對桃子乃至Doremi等人打開心扉。
有一隻心愛的小雞娃娃「小皮」。
國中開始就讀卡蓮女子學院，和同校的羽月頗有交情，曾建議羽月不要去理會校內討論區的不實謠言。
到高中時個性也成熟穩重許多，多次幫助Doremi等人。與一位叫立花恭平的學長拍拖，因為搶先了Doremi一步，令Doremi十分沮喪。
角色歌是「超級大小姐」（スーパーお嬢様！）
島倉香織（配音：溝脇しほみ／台灣：楊凱凱、林美秀（第二部後期代替楊凱凱）／香港：陸惠玲）
是個熱愛攝影和八卦的女孩，也是學校記者，玉木麗香少數的朋友之一，擅長使用單眼照相機。和DoReMi、羽月從小奏鳴曲幼稚園開始就是同班同學。
第一部後期因為目睹Doremi和小愛騎著掃把在天上飛，導致一夥人的魔女身分曝光。
有養一隻名字叫「梨元」(なしもと)的狗。
高中時期再次與Doremi等人同班，並時常提供一夥人重要的情報。
角色歌：「スーパーお嬢様！」(和玉木麗香同一首)
横川信子（（配音：堂ノ脇恭子／台灣：王瑞芹、雷碧文（第二部第29集）、林美秀（第二部第38集）、謝佼娟（第三部、第四部第51集）、楊凱凱（第四部第8集）／香港：沈小蘭）
想像力很豐富，擅長編故事，曾用小愛當自己故事中的女主角過很多次。
曾在小愛剛轉學到美空小學的時候向小愛說謊而惹怒小愛，後解開誤會並與小愛成為好朋友。
第三部與丸山美穗同班，並一起製作漫畫，由信子負責構想故事內容，而丸山美穗負責畫圖。
高中時與Doremi一夥再次同班，但與丸山美穗分別就讀不同學校，在國中畢業前因聽到出版編輯和丸山的的私下對話而導致誤會，兩人因此撕破臉而決裂，後因Doremi一夥人的協調而解除誤會並重歸舊好。
角色歌：「カツジ・マンガ・コクハク？」
丸山美保（第三部翻譯）/美穗（第四部翻譯）（配音：壱智村小真／台灣：王瑞芹）
擅長畫漫畫，是信子的小說的作畫手。
曾因為擔心信子沒把她當成好朋友看待而非常的煩惱。看到信子和小愛的關係很好會吃醋。
高中時與横川信子分別就讀不同學校，在國中畢業前因與出版編輯的私下對話被橫川信子聽到而導致誤會，兩人因此撕破臉而決裂，後因Doremi一夥人的協調而解除誤會並重歸舊好。
角色歌：「カツジ・マンガ・コクハク？」(和橫川信子同一首)

長門香代子（配音：岬風右子／台灣：謝佼娟、王瑞芹（第三部第38集）／香港：曾秀清）
因為四年級時，發生一些事情使得香代子不敢去上學，但因為五年級遇到DoReMi，之後與DoReMi變成好朋友，後來DoReMi她們調查到原因，並積極鼓勵香代子再度上學，最終香代子終於重新鼓起勇氣回到學校上學。
國中畢業時獲學校頒發全勤獎，高中時入讀美空高中，並與Doremi等人再次同班。
岡田奈奈子（配音：梶川さほり(第1季開始)／能登麻美子(第3季之後)／台灣：王瑞芹、雷碧文（第二部第19集）／香港：盧素娟）
為了讓奈奈子克服曾經失去心愛寵物的創傷，羽月讓她飼養了一隻小兔子。只不過兔子逃跑了，在河邊草叢找到牠時發現已受了重傷，所以她非常的生氣並怪罪羽月。羽月為此感到非常自責，於是使用了禁忌的魔法治療兔子，還好有女王陛下的幫助羽月才沒有遭受到嚴重的後果。和DoReMi、羽月從小奏鳴曲幼稚園開始就是要好的朋友。
木根寬子（配音：永田亮子）
個性天不怕地不怕的女孩。遇到男同學的惡作劇也能面不改色的反擊！但小時候曾因為交通事故而留下創傷，從此害怕騎自行車。在看到森川騎車摔飛出去的畫面後馬上崩潰大哭。
濱田奈多子（配音：塩味薫(現改名為塩味かをる)／香港：曾秀清）
共有六個兄弟姐妹，家中排行第4，分別相差1歲。
擅長照顧小孩子，曾幫忙照顧小花。
佐藤夏美（配音：木内レイコ）
這部作品中少數帶眼鏡的女生。
是教會牧師的女兒，和教會隔壁山內寺住持之子山内信秋是從小就認識的青梅竹馬，兩人互有好感。
高中就讀教會學校，但仍與不同校的山內信秋關係密切。
山本敬子（配音：水樹洵／台灣：林美秀）
非常重視規則。
擔任圖書委員的負責人，但小花也同時自願擔任，於是一同進行圖書委員的工作。
同學們覺得她太過嚴格，在背後罵她。後來小花用魔法進到書裡去，把敬子變成愛麗絲夢遊仙境的兔子，讓她從書裡的世界領悟到寬容的道理。
奧山直美（配音：松本美和 台灣；王瑞芹（第一部第14集）、楊凱凱（第一部第43集）、謝佼娟（第三部第10集）/香港:曾秀清）
個性強勢、身高較高、擅長體育。
比同學發育得早，時常被拿來開玩笑。因為戴上了胸罩，太過在意別人的眼光，甚至穿上了厚外套掩飾。想要穿洋裝卻擔心被取笑，在被佐川取笑的時候哭了。
因為高佻的身形，高中時受到丹羽雛子的邀約，當上了雜誌的男裝模特兒。
小竹哲也（配音：横手久美子／台灣：雷碧文、王瑞芹（OVA）／香港：區瑞華）
由幼稚園以來一直和DoReMi讀同一班，也經常喜歡「欺負」DoReMi，並稱DoReMi為「DoMiSo」、「烏龍妹」或「多事咪」。
表面上不知道為什麼就是喜歡與DoReMi頂嘴，但事實是因為暗戀著DoReMi的關係才會常常捉弄她，想引起她注意。升上國中後兩人鬥嘴的情況日漸減少，到高中後已經不再鬥嘴。
會對Doremi對小曉有好感的行為吃醋。
起先身高比Doremi還要矮，但國中開始之後身高長到180公分，並在高中一年級就成為了校際足球隊的隊長，相當受到同校女學生的歡迎。
國二時接受了Doremi的情書，但因為不知該如何回應，導致拖延到高一才回信，期間讓Doremi一度認為自己被甩了，高三時正式向DoReMi提出交往的請求，終成眷屬。
跟木村高雄和矢田優很要好，小說版甚至會協助調解矢田在校外的紛爭。
對於服裝搭配有自己的一套見解，卻沒有什麼品味可言。
在澡堂若被認識的女同學看到會感到害羞。
小說版結局成為J聯盟橫濱水手隊的知名球員。
人物名稱參考自東堂泉成立前的作品-夢之蠟筆王國負責企劃之一的小竹哲。
角色歌：「あの娘を連れてワールドカップ」
矢田優（配音：宫原永海／台灣：王瑞芹（第一、三部、第四部部分、OVA）、謝佼娟（第二部第6集、第四部部分）、楊凱凱（第二部第15集）／香港：沈小蘭、林丹鳳(代配)）
羽月的青梅竹馬，暱稱「阿優」。
寡言而木訥，常被誤認為不良少年，實際上是個溫柔的人。平時看上去懶散，實則運動神經佳，小學三年級時曾經和數名中學生打架，是個令人感到害怕的人物；後隨故事發展表情逐漸豐富，性格也變得更加坦承。
就讀幼稚園時母親去世，父親前往德國長年出差，與繼母兩人同住。
夢想成為一名小喇叭手。經常練習小喇叭，故事四年間技藝卻無一點進步。高一時開始在爵士樂酒吧擔任服務生。
和長谷部是經常鬥嘴的損友。
同羽月一樣害怕鬼怪，在他人面前都故作鎮定。受羽月影響害怕時會唸「魔女莉卡」的咒語壯膽。
和羽月互有好感，對追求羽月的藤男有明顯的競爭行為。國中時和羽月開始交往，礙於羽月的家庭和學校校規，兩人私下只能約在羽月家見面。不知是作為青梅竹馬還是性格過於害羞，不常向羽月坦然表露情意。
小說結局赴紐約拜黑人喇叭手為師學習小喇叭。
長谷部武志（配音：山口眞弓／台灣：雷碧文、謝佼娟／香港：雷碧娜）
小時候父親因車禍去世，和經營小料理店的母親一同居住。
因不滿母親接待客人的工作與之心生嫌隙，後經DoReMi一伙幫助理解母親並重歸於好。
矢田的損友，經常與他拌嘴。
工藤睦美的青梅竹馬。兩人於高中時開始交往。
杉山豐和（配音：木内レイコ(木内玲子)／台灣：謝佼娟／香港：陸惠玲）
原為「SOS三兄弟」成員，後和小倉健次組成「豐健二人組」。
小倉健次（配音：サエキトモ／台灣：楊凱凱／香港：蔡惠萍）
樣貌英俊成績好深受女同學歡迎,喜歡搞笑藝術，與杉山豐和組成「豐健二人組」。
萬田純次（配音：岡村明美(和萬田洋子是同一個配音員)／台灣：謝佼娟）
萬田洋子的雙胞胎弟弟，皮膚較洋子來的白皙。兩人只要交換衣服，就可以替換身分不被人發現。個性較身為姊姊的洋子來的文靜，但戲份比起姊姊少上許多。
擅長文科的好手，和擅長理科的雙胞胎姊姊相反。
伊藤高志（配音：天神有海(第3部第4集之前)/ふじたれいこ(第3部第35集之後)）
對足球不擅長但非常喜歡足球。
被代理教練五十嵐的調度下搶走了小竹的先發位置。
岡島小太郎（配音：松本美和）
為了繼承「無心岡島流 岡島道場」，每天不斷的練習劍道。
即使腳踝受傷也要保護自己的道場。
對小桃子有好感。
中島正義（配音／香港：蔡惠萍）
警官的兒子，與父親關係不好。第三部在小魔女們的協調下，與父親重修舊好。
OVA中參加DoReMi等人組成的棒球隊。

#### 6年2班
小泉瑪麗娜（配音：壹智村小真／台灣：魏晶琦（第一部第11集）→雷碧文、楊凱凱（第一部第50集）、謝佼娟（第四部第44集）／香港：盧素娟→沈小蘭→何璐怡）
很喜歡花，尤其是雛菊（花語是純真），和羽月是好朋友。
參加的社團為園藝社。
自認沒有什麼突出的優點，在媽媽的建議下每天提早到校來照顧花朵。
起初只有木村單方面暗戀她，後來兩方開始有曖昧關係，還傳出約會的消息。
角色歌：「フラワーベッド」
木村高雄（又譯木村隆夫，配音：山崎美智／台灣：王瑞芹、謝佼娟／香港：雷碧娜→蔡惠萍→袁淑珍）
足球部部員之一，對小泉瑪莉娜有好感，曾因為此事被SOS三人組取笑過。
雖然脾氣不好，常口出惡言，但其實心地善良。
曾在颱風天死命保護小泉瑪麗娜所照顧的花朵。
山內信秋（配音：家富ヨウジ／台灣：王瑞芹→謝佼娟→于正昇／香港：梁偉德）
住家為當地知名寺廟山內寺，為當中寺廟住持的獨生子，自家也是每年班上辦試膽大會的固定地點。
與隔壁鄰居、兼隔壁班同學佐藤夏美為青梅竹馬，兩人互有好感。
鬼故事的行家，任何故事從他口中說出都會變得相當恐怖。
非常喜歡甜食，特別是蛋糕，但礙於家裡面是傳統寺廟的緣故所以不敢表達出來。
名稱來源取自本作演出設定之一的山內重保。
角色歌：「ブツバツナイスガイ」
萬田洋子（配音：岡村明美(和萬田純次是同一個配音員)／台灣：王瑞芹）
萬田純次的雙胞胎姊姊，皮膚較純次來的黝黑，兩人只要交換衣服，就可以替換身分不被人發現，個性較身為弟弟的純次來的活潑，也把純次剋得死死的，戲份比起純次多上許多。
擅長理科的好手，和擅長文科的雙胞胎弟弟相反。
伊集院佐知子（配音：能登麻美子／台灣：謝佼娟／香港：朱妙蘭→陸惠玲）
是6年2班的班長。
父母都是老師，所以她的成績和生活習慣都非常優秀。
和小泉瑪莉娜關係友好。
角色歌：「ソフトクリームを食べながら」
樋口真木（配音：幸山奈央／台灣：王瑞芹）
哥哥是樋口秀三。
小山裕子（配音：横手久美子(現改名為氷青)）
喜歡當志工，擅長幫忙。
在6年級的暑假時，為了做自由研究而和羽月一起去拜訪老人安養院。
花田志乃（配音：池田千草／台灣：雷碧文／香港：陳凱婷）
曾在蒙古居住一段時間，非常嚮往異國文化。
谷山将太
日本將棋天才
天野 こうた
戰隊英雄粉絲
渡部 みちあき
戴眼鏡的少年，家中開設文具店，開設文具店，因為父親手受傷，代替其表演魔術。
中田廣志（配音：香港：盧素娟）
擅長使用電腦，暗戀音符
佐藤淳（配音:香港：黃麗芳）
新sos三兄弟成員
佐川 ゆうじ（配音:香港：袁淑珍）
舊／新SOS成員。奥山的天敵。
太田 ゆたか（配音:香港:盧素娟）
舊／新SOS成員。
吉田一也（配音:香港:陸惠玲→陳凱婷）
經常於課室搗蛋令到西習老師相當困擾,為繼承家中的鯛魚燒店相當認真。

#### 美空高中
祠堂優菜
小說版登場，高一第二學期交換座位後，坐在DoReMi前面的女學生，外表看起來嬌弱，DoReMi表示是看起來是讓人保護的類型，不但受到小桃子的喜愛，也曾被小愛用公主抱抱過。
家中是經營金屬加工的小工廠，因為有研讀電腦和電子相關的書籍，所以擅長這些方面的工藝製作，甚至手機吊飾都是自己用金屬加工製作出來的，也受過小桃子的委託製作瑪德蓮蛋糕的模具。
與科學社社長成田曉相處良好，而宮前空也對她抱有好感。
丹羽雛子
2年級的新學期時，點名順序排在DoReMi之前，綁著雙馬尾的女學生。
隸屬文學社，是名外表非常漂亮的男裝模特兒，但因為身高不高的關係，一度想要放棄時裝模特兒的夢想，但依舊想在時裝界工作。
曾邀請身高很高的奧山直美一同參加男裝模特兒的徵選。
綠町哲哉
與Doremi同年級的男學生，與小竹同樣隸屬足球社，位置是後衛，除了小竹會稱呼其姓氏外，其他成員都是使用Doremi對他的暱稱「阿綠(みどりん)」，雖然本人不太喜歡但還是妥協了。
成績比起弟弟來的優秀，甚至到了可以教導他人的程度，而為了考進以足球為名的大學而全力衝刺，並在正式比賽後離開足球社。

#### 卡蓮女子學院
修女（配音：山本綠／香港：袁淑珍）
登場於第2季第5集。關老師學生時期的恩師，雖然外表嚴厲，但是心胸廣闊而且溫厚。關老師之所以會想成爲教師亦是受到修女影響。
向井莉子（配音：折笠富美子）
羽月的同班同學，同樣就讀卡蓮女子學院高等部音樂科。
與羽月不同的是並非從卡蓮女子學院的國中部直升，過去原本要就從卡蓮女子學院的國中部直接就讀，但因為父親的公司倒閉，所以先就讀別所公立的學校，也因此中斷了小提琴的練習。
雖然家中之後經濟改善並就考上高等部，但與其他從國中部直升的同學程度相差太大，特別是與主動想成為好朋友的班上狀元羽月相差最多，導致開始對羽月產生忌妒與恨意。
後來在學校的網路匿名討論版中開始捏造消息毀謗羽月，在了解對方家境以及打工的事情後甚至變本加厲，演變到偷拍及上傳不實照片，雖然本人一度想住手但卻開始失控無法停止，間接傷害了羽月。
最後DoReMi一行人的魔幻舞台把留言板造成的負面效果反彈回了她身上，也讓她說出了實情，但後來因羽月的既往不咎而讓她徹底的反省認錯，也讓她成為羽月在校要好的朋友之一。

### DoReMi等人的前輩及後輩們(小說版)

#### 美空高中
立花恭平
身高修長，長相普通但眼神看起來很兇惡的三年級學長，風評也不好，原本因為長相讓Doremi等人不敢接近他，但實際上是個非常愛護動物的好人。
領養了一隻名叫「政宗」的獨眼貓，但是因為自家的公寓不能養寵物，所以就把牠藏匿在附近的公園，某次玉木在獸醫院與他相見時便對他一見鍾情。
原本是暴走族成員，高一時發誓要成為獸醫，並藉由當時班導八卷幫忙離開暴走族，後來又因暴走族再次上門，而讓八卷又幫忙了一次。
曾表示自己成績不怎麼好，玉木還因此與他一起補習，最後如願考上志願學校的獸醫學系。
小暮麻紀
Doremi的學姊，三年級，足球社前任經理，被八卷老師稱呼為王牌經理，實際上本人的管理能力就如名聲般非常優秀。
利用考試的空檔指導DoReMi在經理方面的工作與須知，但身為DoReMi這個足球初心者而感到很困難的東西，本人卻說「難度只是剛好」。
之後很順利的考上了想要的大學。
柏木千波
DoReMi的學妹，稱呼DoReMi為「DoReMi學姊」，美空高校新進的1年級生。
在觀摩社團時被身為足球社副社長的小竹相中，之後和DoReMi共同就任新的足球社經理。
性格開朗且充滿幹勁，因為家族成員都是足球迷的緣故，在上小學前就是J聯盟的愛好者，擁有豐富的足球知識。

### 與春風泡泡同年級的同學
公敬（配音：竹内順子／台灣：王瑞芹／香港：區瑞華）
春風泡泡的幼稚園和小學同學，經常欺負其他同學。
兩人類似Doremi和小竹的冤家關係，實際上本人也是暗戀泡泡。
小學時因為多了與玉木艾莉卡為首的學生做為競爭對手，使得較少與泡泡爭吵，兩人甚至走向聯手。
第4部第22集中全家移居北海道，臨走前向泡泡表白。後續小說中泡泡前往北海道和他再次見面。
人物名稱參考自本部負責錄音的工作人員川崎公敬
和廣（配音：齐藤祐子）
泡泡親衛隊的成員之一，有一點胖胖的，戴著眼鏡。
芝山三崎（配音：天神有海／香港：林丹鳳）
泡泡親衛隊的成員之一，相當在乎哥哥。
玉木艾莉卡（配音：永野愛／台灣：謝佼娟／香港：沈小蘭）
春風泡泡的小學同學，玉木麗香的表妹，外貌和性格與表姐相似。

### DoReMi的學生
山栗隼人
DoReMi帶領的班級中的一位男同學，非常頑皮，也是把多事咪(どじみ)這個綽號寫在黑板上的罪魁禍首，被稱讚時會害躁。
是小竹的球迷，同時也認出DoReMi是常出現在球場給橫濱水手隊加油，並給對手倒喝采的知名觀眾。
小川莉莉卡
DoReMi帶領的班級中的一位女同學，個性較為害羞。

### 老師與教職員

#### 美空第一小學
關老師（配音：葛城七穂／台灣：謝佼娟、傅曼君（OVA）／香港：黃鳳英）
3年2班／4年2班／5年1班／6年1班的導師。
平時給人較嚴肅的形象，但實際上也很貼心，而被學生們愛戴，在主角群小學畢業後仍有協助或提供Doremi一夥人意見或方向。
生長自單親家庭，因為自己過往因為單親家庭因素的關係而四處碰上難題，所以相當關心班級中同樣身處單親家庭的學生。
畢業於卡蓮女子學院，有傳統花道證書、劍道裁判專業資格。大學時曾為啦啦隊隊長，在全國大會出場。
對電腦非常不拿手。
後鼓勵高中時家中破產的學妹羽月申請獎學金，成功幫助羽月完成學業。
在Doremi等人畢業三年後成為泡泡的級任導師，對穩重的泡泡相當放心。
與Doremi的高中班導八卷六郎同為騎重型機車的車友。
曾暫時調往別校就職，小說版結局回到美空第一小學接任學年主任兼三年一班的班導師，成為Doremi的上司與前輩。
人物名稱來自本系列負責人之一的關弘美，造型則參考自電視劇庶務二課中江角真紀子所飾演的女主角坪井千夏。
西澤優香（配音：徳光由禾／台灣：雷碧文／香港：曾秀清）
5年2班／6年2班的導師，是關老師的學妹，相當尊敬關老師。
有些害羞。
屬於不易胖的體質。
小說版比關老師早一年結婚並生了孩子，並請了育兒假。在DoReMi進入美空第一小學擔任教師時仍未復職，去向未明。
雪老師（港譯：雪子老師）（配音：今井由香／台灣：王瑞芹／香港：蔡惠萍→曾秀清）
保健室老師，關老師的好友。真正身份是魔女界女王，以這個假身份在人類世界生活。
曾有在世界各地擔任保健室老師的經歷。
小說結局在DoReMi進入美空第一小學擔任教師時已經離職，去向未明。
校長（配音：金光宣明／台灣：孫中台、魏伯勤／香港：陳曙光）
大腹便便有點年紀的男性，看上去屬於和藹可親的類型，本名為東堂泉(東堂いづみ)，也就是本作品製作團隊的名稱。
教務主任（配音：赤井田良彦／台灣：孫中台、魏伯勤、于正昇／香港：陳欣）
瘦高的男子，對於DoReMi等人在MAHO堂幫忙的事情，持反對態度。
小說結局接任美空第一小學的校長。
日本將棋業餘初段。
雛子老師（配音：飛松加奈子）
1年1班／2年1班的導師。
市川老師（配音：勝生真沙子／香港：蔡惠萍）
3年1班／4年1班的導師。
因為在班上舉行小組競爭太過的緣故，對長門香代子一直造成很大的壓力。後來擔任自由學校的志工後，意識到自己當時的問題，而向香代子道歉。

#### 美空縣立高中
八卷六郎（配音：木内秀信）
小說版登場，Doremi高中三年的班導師，負責世界史。
是個老菸槍，留了一頭黑白兩色混雜，如同早上沒有梳理般的雜亂的硬頭髮，而因為臉長的像變色龍，所以Doremi根據變色龍日文"カメレオン"的尾音，給他取了個綽號叫「雷歐(レオン)」。
因為長相的關係，所以最初Doremi一夥人很不喜歡他，但實際上是個愛護學生的好老師，很輕易的同意自己的學生打工，也讓Doremi一夥對他的印象改觀。
與關老師熟識，兩人為騎乘重機認識的車友。
已婚，喜愛像別人誇耀自己的妻子八卷美奈子，實際上她的妻子真的是個美人，同時也是玉木麗香的男友立花恭平的親戚。
過去是知名暴走族「美空爆裂族」的第3代頭目，也是暴走族中的傳奇人物。
巨人隊的死忠球迷，導致與支持阪神虎隊的小愛幾乎是勢不兩立，兩人都會故意把巨人隊和阪神隊交戰情況的報紙放在對方的桌上來挑釁。
長尾老師
小愛所隸屬的田徑社的顧問。
美空高中第一屆的畢業生，也是Doremi等人的老學長，過去原本入選為東京奧運的田徑選手，但因為父親的過世不得放棄田徑而繼承家裡面的工作，此事之後一直成為他心中的疙瘩。
與家人關係不是太好，後在Doremi一夥的魔法協助下，不但在夢中達成了參加奧運的夢想，也改善了與家人的關係。
之後與孫女一同為參加國民體育大賽的小愛應援，也使得小愛信心大發並一舉取得金牌。

## 其他

### 紐約相關
瑪莉（配音：永野愛／台灣：王瑞芹／香港：黎桂芳）
桃子住在美國時的同学，性格和外貌都與玉木麗香非常相似。
貝絲（配音：天神有海／台灣：楊凱凱／香港：程文意）
桃子住在美國時最好的朋友，曾教桃子彈吉他。

### 人類世界的其他角色
劉向明 配音：朴璐美／香港：曾秀清
横滨的華僑少年，家中開設中餐館。志願是成為郵輪上的廚師。
喜多川 配音：高橋廣樹
關老師的男友，因為公司將他調到紐約工作，和關老師約定好會在畢業典禮後接她去美國。
有馬健一 配音：佐伯智／香港：黃鳳英
暱稱千里馬，OVA第10集出場，非常喜歡愛子。一個人擅自由大阪走去美空市找愛子，並自稱為愛子的未婚夫。
事緣四年前，有馬曾經向愛子比試游泳，愛子輸了就要和他結婚，但當時愛子為了掩飾不會游泳的事實而自動放棄並答應結婚，但沒有想到有馬居然一直沒有忘記,而有馬也是唯一向小愛挑戰運動類項目而且贏了的一位男生（雖然當時是愛子自動放棄）。
其後得知是因為他的父母吵架時脫口而出一句離婚，有馬不高興離家出走。知道愛子已學會游泳之後要求再次比試，但最終不敵愛子。最後事情解決後和父母一起回去。
但他回去前與愛子定下了另一個賭約，如果阪神虎隊拿到冠軍愛子就要當他女朋友，之後在國中時與愛子交往，但因為個性不合加上有馬到處宣傳兩人要結婚的緣故，所以愛子一怒之下與他分手。
之後與小愛同樣就讀早稻田大學，並選擇教育學系，但個性卻變得相當花心，且已經放棄使用大阪腔的口音，讓小愛相當心寒與憤怒。
有搞笑天份，連「SOS三兄弟」也敬佩他。
瀬川音符的歌迷。
和久望美 配音：川田妙子／香港：何璐怡
參見小魔女DoReMi角色列表#魔女見習生

## 魔女世界人物

### 生活在人類世界
魔女莉卡/薪旗山（卷機山）莉卡（Majo-Lika/Makihatayama Lika）　配音：長沢直美／台灣：王瑞芹／香港：陸惠玲
魔法堂的經營者，20多年前就已經在目前的位置開店做生意，但因被DoReMi發現真實身分而變成魔女青蛙，教導DoReMi、羽月、小愛、泡泡當魔女見習生。精靈為拉拉。
起初有個死對頭魔女露卡，第一季兩人先後被識破身份變成魔女青蛙，關係自此逐漸緩和，最終和解。
在小說版得知與魔女露卡其實是在魔女女王玫瑰裡幾乎同時出生的姊妹，因魔女莉卡先出生而成為姐姐。在小花、小夢出生前，2人曾為下任女王候選人之一。
討厭人類的小孩，個性急性子、暴躁衝動、貪錢且好賭成性，不時會因重視短利而給自己帶來災難。
口頭禪為「大笨蛋！」，似乎不近人情，但私底下也有柔軟充滿愛心的一面。
與多數魔女一樣都是酒鬼，劇中時常看到與拉拉或魔女露卡一同喝得爛醉的畫面，內容多數是抱怨DoReMi一夥人發生的麻煩事。
雖然經常抱怨DoReMi一夥人引起麻煩事，但實際上視DoReMi一夥人為自己的女兒一樣看待。
喜歡泡溫泉、跳森巴舞。
在魔女青蛙的詛咒解除後，因前前任女王留了一手，而繼續維持魔女青蛙的樣子，最終被DoReMi變回原本的模樣，女王委任其為小花的監護人。
在第4部結束的3年後因為與小花起爭執，憤而辭去監護人身分而與拉拉回到原處繼續經營魔法堂，並招募DoReMi一夥前來做有薪打工，和3年前相比已略為蒼老。
在Doremi等人步入社會後再次在人間經營share house魔法堂。
魔女露卡（Majo-Luka）　配音：莊真由美／台灣：楊凱凱、謝佼娟(第2部44集)、傅曼君(OVA)／香港：雷碧娜
曾經是魔女莉卡的死對頭，更曾經一度接管著魔法堂，被DoReMi等人打敗後被迫交還。後來被瀬川音符識穿魔女身份，繼而順勢培訓天姿出色的她以對抗魔女莉卡，最後與魔女莉卡她們和解。精靈為黑黑（へへ）。
在人間經營露卡演藝公司，旗下招牌明星為瀬川音符，但對音符時常的任性請求深感無奈，第一季對音符時常依靠護身符來濫用禁忌魔法的行為傷腦筋。
雖然兩人是死對頭，但卻同樣都是酒鬼，也是彼此的酒友，第一季後期開始更不時來魔法堂找魔女莉卡喝酒並訴苦，基本上酒後都是在抱怨音符的任性。兩人也自此互相理解，關係逐漸緩和。
在魔女青蛙的詛咒解除後回復原狀，第四部結局時把經紀公司結業返回魔女世界居住。
小說版在魔女莉卡的監護人資格被小花罷免掉後由一度魔女露卡接任，被小花故意利用她在酗酒時問出小夢的線索。
實為與魔女莉卡為在魔女女王玫瑰裡幾乎同時出生的姊妹，因魔女露卡後出生而成為妹妹。在小花、小夢出生前曾是下任女王候選人之一。
有別於魔女莉卡變成魔女青蛙後騎乘畚箕飛行，魔女露卡的飛行工具則是水桶。
魔女夢露（Majo-Monroe）　配音：大谷育江／台灣：楊凱凱／香港：黃麗芳→雷碧娜
性格樂觀開朗。定居於美國紐約的魔女，已故。
與魔女香草是同一枝條的兩朵玫瑰花裡出生的雙胞胎姐妹，兩人外貌極為相似，不同之處在於魔女夢露嘴邊有痣。同時也在糕餅師學校學習。
因為喜歡糕點，拒絕了成為元老院魔女的邀請，並且自己在紐約開了魔法堂售賣魔法甜點。
非常照顧初到紐約的桃子，被桃子視作奶奶一般的存在。後來被桃子目睹坐在掃把上的樣子而被識穿身份，成為桃子的糕點兼魔法師父。
在千年歸老後桃子為了復活她而使用禁忌魔法，因此導致剛獲得的水晶球不堪魔法衝擊而破裂，而失去魔女身份。
在前前代女王用魔法消除了整個魔女世界所有魔女關於「最心愛的道魯賓」的記憶的情况下，她竟仍然知道製作方法，甚至還傳授給桃子，同時將其作為自家魔法堂的商品出售。
魔女麗麗卡（Majo-Lilika）　配音：井上喜久子／台灣：雷碧文
魔女莉卡的養母，在伊豆高原經營旅館。多次幫助Doremi等人，且代替變成魔女青蛙的魔女莉卡以魔法堂老闆的身份去與小魔女們的家長和老師會面。
行事比較冒失，且因長年在人類世界居住已經很少使用魔法，甚至會一時想不起來如何乘坐魔法掃把。但當年也與Doremi等人一樣，不使用魔法而是親手撫養魔女莉卡。
魔女卡拉（Majo-Kala）　配音：宫下富三子／台灣：楊凱凱／香港：黃鳳英
魔女幼稚園園長——魔女米拉的母親，於200年前生活於英國倫敦，教授回到過去的DoReMi等人製作司康餅，於50年前過世。
佐倉未來/魔女艾薇妮爾（Sakura Mirai / Majo-Avenir，配音：原田知世／台灣：謝佼娟／香港：程文意）
自行放棄魔女身份，居住於人類世界的魔女，玻璃工藝師。
雖然放棄身份不再使用魔法，但作為原生魔女，壽命依然遠超普通人類，爲了不讓别人發現自己青春常駐的秘密而需要不斷搬家。
是女王的雙胞胎妹妹，兩人同時在魔女女王玫瑰裡出生。她身為魔女的名字同樣是法語"未來"的意思。
因為作為現任女王的妹妹，依例需要從小居住在人類世界，到長大後才知道自己是魔女。現任女王曾希望由她接任女王的位子，但被她以沒興趣為由婉拒。
曾與小學6年級的Doremi相遇，她的觀點間接令Doremi等人最終放棄成為千年高壽的魔女。
後續小說提及她已搬往威尼斯居住，並接手撫養小花的妹妹小夢。向前來尋找小夢的小花答允在等她們滿12歲後，就會安排她们姊妹相見。其後攜小夢遷至美國定居，並與Doremi等人保持聯繫。
小夢/佐倉夢（Yume chan / Sakura Yume）
動畫劇情中從未提及，在後續小說才首次提及。是與小花同時在在魔女女王玫瑰裡出生的妹妹。
作為下任女王候選人小花的妹妹，因此依例需要從小就居住在人類世界。
因為首任養母患上腦退化症需要返回魔女世界進入護老院居住，之後仍未滿兩歲的小夢交由同樣是女王妹妹的佐倉未來繼續撫養。
曾與變成小狗的小花和Doremi有一面之緣，不過小花遵守與佐倉未來的约定，並未與其相認。
其後佐倉未來因為需要時間準備遷居，接受女王的提議把小夢暫時託付給魔女莉卡和Doremi她們。
小夢與小花在魔法堂一起生活了一個月，期間入讀美空小學。但兩姐妹仍沒有正式相認。
小象寶寶（Pao-chan，配音：金井美香／台灣：王瑞芹／香港：周文瑛）
第4部第27集出場，是一隻小白象。和小花是非常要好的朋友，因一次小花夢見到他，而讓小花認識到他。
雖然食量驚人，但是之後小象寶寶會排泄出彩色魔法珠子，帶有強大魔力，相當珍貴。
有吸走附在人身上的哀傷黑霧的特殊能力，之後會排泄出金色魔法珠子，魔力比彩色的更加強大，一顆就價值連城。

### 女王與她的侍衛
女王（配音：今井由香／台灣：王瑞芹／香港：曾秀清）
魔女世界的領袖，撫養她的媽媽是一位由人類經過見習所成為的魔女。因此感受過人類無私的母愛，所以一直找尋重新開啟魔女世界和人類世界交流的方法、機會，同時在人間化身為雪老師，遊歷世界各地尋找合適的魔女見習生。
後來遇到了還是幼稚園生的DoReMi，認為DoReMi可以開啟魔女世界、人類世界交流。因此在DoReMi成為魔女見習生後也苦心安排，常常暗中幫助DoReMi等人，希望她們能夠成為真正的魔女。還把自己的水晶球鑿出一部分，分給水晶球碎了的小花和DoReMi等人。但也因此導致自身魔力減弱，更引致身體不適。
和佐倉未來是姊妹，曾一度想將女王的位子禪讓給妹妹佐倉未來，但被其婉拒。在魔女青蛙的咀咒解除後正式指名小花為下任女王。
在第4部第50集前，沒有公開配音員的名字，以「？」代替。至今仍未曾提及過女王自己的名字。
魔女琳（Majo-Lin）　配音：木内玲子／台灣：楊凱凱、林美秀（第二部後期代替楊凱凱）／香港：陸惠玲
女王的侍衛，對女王十分忠誠。
承擔為女王駕駛馬車以及幫女王傳話的任務。

### 元老院魔女
魔女哈特（Majo-Heart）　配音：北条文荣／台灣：雷碧文／香港:雷碧娜、黃麗芳
元老院魔女之一，同時也是魔女界中的最好的兒科醫師，曾經負責小花的健康檢查。
曾攜魔女嵐在人類世界居住，但因為見識過人類的貪婪而感到失望，回到魔女界。
魔女唐（Majo-Don）　配音：／台灣：王瑞芹、雷碧文/香港:蔡惠萍
元老院魔女之一，同時也是批發商魔女的總負責人。曾與人類相戀，為了是否捨棄魔女身份與對方長相廝守而感到苦惱，繼而逃回魔女界。經過考慮之後終於決定放棄魔女身份與其結婚，但因為魔女界時間流速與人類世界有別，她回到人類世界時才發現已經過去了十年，對方也已經與別人結婚。因此極度不信任人類及形成守財奴性格。
魔女米拉（Majo-Mirror）　配音：荘真由美／台灣：謝佼娟／香港:黃麗芳
元老院魔女之一，同時也是魔女幼稚園的園長，年幼時由魔女卡拉（マジョカーラ）撫養。於200年前成為魔女元老院成員，為DoReMi她們的「糕餅師」測驗的第一位魔女，題目為司康餅。
魔女莎莉班（Majo-Saliban）　配音：橘U子／台灣：楊凱凱／香港:黃鳳英
見習魔女試考官的領導人，據說是絕對不會露出笑容的魔女。為DoReMi她們的「糕餅測驗」的第二位魔女，題目為奶油泡芙。在品嚐Doremi她們為她製作的泡芙後露出了真心的笑容。
魔女布莉瑪（Majo-Prima）　配音：深見梨加／台灣：楊凱凱/香港:蔡惠萍
元老院魔女之一，魔女界有名的舞台劇女演員，為DoReMi她們的「糕餅師」測驗的第三位魔女。
起床後會有很嚴重的低血壓毛病。
題目為用烤箱製作的、符合季節的感覺、即使沒食慾的人也會覺得好吃、不會太甜的點心。DoReMi她們所製作的是咖啡口味的餅乾冰淇淋。
魔女史隆（Majo-Slon）　配音：京田尚子／台灣：王瑞芹
元老院魔女之一，以前是魔女世界有名的探險家，現在是魔女博物館館長，為DoReMi她們的「糕餅師」測驗的第四位魔女，題目為「黃金理想國」的點心。
魔女里德（Majo-Lead）　配音：淺野麻由美／台灣：謝佼娟→雷碧文
元老院魔女之一，同時也是魔女青蛙村的村長。該村就是專供被發現身份後返回魔女世界的魔女青蛙們居住。
同樣已被人類識破身份變成魔女青蛙，之後披上斗篷偽裝成人形示人，對此只有魔女世界的女王陛下知情，後來也被DoReMi她們不慎發現。
為DoReMi她們的「糕餅師」測驗的第五位魔女。喜歡日式食品，更曾前往日本學習甜點製作。初時對於作為日本人的DoReMi她們並不信任，但在了解到日本人性格和看到DoReMi她們努力為魔女青蛙村研製新傳統食品而對她們改觀。DoReMi她們所製作的傳統食品是米粉糕。
魔女香草（Majo-Vanilla）　配音：松岗样子／台灣：楊凱凱
元老院魔女之一，為DoReMi她們的「糕餅師」測驗的最後1位魔女，為魔女界首席的糕餅師，題目為「夢幻食譜」中遺失的食譜。
與魔女夢露是同一枝條的兩朵玫瑰花中出生的雙胞胎姐妹，兩人外貌極為相似，不同的是魔女香草嘴邊沒有痣。同時也在糕餅師學校學習。
因魔女夢露不願意進入元老院，魔女香草才得以成為元老院魔女。

### 魔女幼稚園
魔女比比（Majo-Pi）　配音：隆世由美／香港：曾秀清
魔女波波（Majo-Pon）　配音：埴岡由紀子／香港：劉惠雲
魔女比比是黑色短髮，而魔女波波則是棕色長髮。
第一部時魔女波波在魔女見習生考試擔任助手作為課餘打工。
第二部時兩人是魔女護士，為魔女紅桃的助手，第三部起轉業到魔女幼稚園擔任老師。
迅速（Teki）　配音：隆世由美
由拖拉所扶養的魔女嬰兒，是小花在幼稚園時的同學。
敏捷（Tekipaki）　配音：木内玲子
由拖拖拉拉所扶養的魔女嬰兒，是小花在幼稚園時的同學。
幸福美滿（Atarimeko）　配音：埴岡由紀子
八太郎和阿魷小姐的女兒，是小花在幼稚園時的同學。

### 其他的魔女與魔女世界的居民
魔女萊拉（Majo-Della）　配音：樱井千寻／台灣：謝佼娟／香港：黃鳳英
生意頭腦好的批發商魔女，在魔法堂缺貨時總會及時出現，也會給Doremi等人帶來見習魔女考試的通知。
出現時常常唱著歌，並從一些器具中蹦出來。
在第一部中曾被迫偽裝成魔法堂老闆與關老師會面。
魔女拖拉（Majo-Mota）　配音：川崎ユウコ／台灣：謝佼娟／香港：蔡惠萍
魔女拖拖拉拉（Majo-Motamota）　配音：YOKO／台灣：雷碧文／香港：袁淑珍
擁有淺藍色頭髮的是魔女拖拉，而綠色頭髮的是魔女拖拖拉拉。
見習魔女升級考試的兩位主考官，做事極為拖拉，動作遲緩，甚至連說話的速度也是異於常人的慢。
魔女嵐（Majo-Lan）　配音：朴璐美／台灣：謝佼娟／香港:沈小蘭
希望與人類世界恢復交流的少數魔女。魔女紅桃為她的第二任養母，曾和她在人類世界短暫生活過，在魔女紅桃的教育下因不想依賴便捷的魔法而不去使用。在魔女世界也不使用魔法掃把，改以汽車代步。
後來為表達恢復與人類世界交流的訴求而擅闖女王城堡，並以此為理由被放逐到人類世界。實際上是因為女王理解她的意願才會作出如此處分。
魔女洛克莎（Majo-Closanu）　配音：久保田民繪／台灣：謝佼娟／香港:盧素娟→沈小蘭
為托比安女王的御用廚師，編寫出「奇幻食譜」。被托比安女王洗腦，消除了對製作「最心愛的托比安」的記憶，希望回想起來但一直不得其法。
在吃下DoReMi她們製作的蛋糕後回想起托比安女王音樂盒的音樂，應允把「奇幻食譜」交給她們，以醫治小花的「厭食蔬菜症」，並為DoReMi她們最後的「糕餅師」考試擔任裁判。
在小花的魔法幫助下回復關於「最心愛的托比安」的記憶。
魔女帕拉（Majo-Pala）　配音：中山りえ子／台灣：楊凱凱／香港：蔡惠萍
魔女露珊娜的徒弟，在「洛克莎餐廳」擔任廚師，相當驕傲。為爭取繼承魔女露珊娜的「奇幻食譜」而與DoReMi她們進行比賽。輸掉比賽後，察覺到自己過於自大。
魔女庫洛斯（Majo-Clause）　配音：光明寺敬子／台灣：王瑞芹
魔女界中唯一懂得用織布機的魔女，教授DoReMi她們織布機的用法。
魔女多隆（Majo-Tron，配音：鈴木晶子／台灣：楊凱凱）
發明家，在魔法研究所內研究。第4代波龍即為其發明。
八太郎（配音：家富ヨウジ／台灣：魏伯勤、于正昇／香港：鄺樹培→梁偉德→陳曙光）
是一條章魚，非常喜歡阿魷小姐，卻因為自己家族與阿魷的家族是仇人的緣故無法相戀，更被家人的發現下受到處罰無法游泳到對岸與阿魷小姐見面，後來靠DoReMi她們的魔法而與阿魷小姐再次相遇，之後與阿魷小姐結婚生下幸福美滿。，經常對關於幸福美滿的未來想太多。
阿魷小姐（Surumeko）　配音：飛松加奈子／台灣：王瑞芹、雷碧文／香港：雷碧娜→黃麗芳→陸惠玲
是一條墨魚，非常喜歡八太郎，卻因為自己家族與八太郎的家族是仇人的緣故無法相戀，更被家人的發現下受到處罰無法游泳與八太郎見面，後來靠DoReMi她們的魔法而與八太郎再次相遇，之後與八太郎結婚後來生下幸福美滿。
魔女松（Majo-Matsu）　配音：尾小平志津香
魔女竹（Majo-Take）　配音：サエキトモ
魔女梅（Majo-Ume）　配音：橘U子
魔女青蛙村的居民。皆是在被發現身份觸發詛咒後，當事人類因受驚而逃去無蹤。因此她們無望回復原狀，只能一直維持魔女青蛙的樣子。
性格樂觀開朗，雖然變成魔女青蛙但依然笑對命運，繼續享受生活。
解除詛咒後全村居民集體回復原狀，之後部分魔女再次前往人類世界生活。

### 道魯賓女王與其家族
道魯賓女王（Majo-Tourbillon）　配音：土井美加／台灣：林美秀（第2部）→雷碧文／香港：蔡惠萍→盧素娟
魔女世界的前2任女王陛下，是魔女世界史上魔力最強大的魔女。
大約在1000年以前，魔女世界和人類世界仍有交流的時代，她隱藏身分微服出巡參觀人類世界，喜歡上身為人類的男性：喬治，後來接受了他的求婚。根據魔女世界的法律規定，女王要和人類結婚就必須退位。道魯賓把王位禪讓給妹妹薇格，然後前往人類世界與他共同生活。在喬治因為事故而身亡之後，她把所有的愛都給了她的兒子：安里，也親自養育沒有母親照顧的6個孫子女。
因為擁有魔女的血統，道魯賓女王的壽命遠超過一般人類。由於時光不斷流逝但仍保青春，漸漸的被週遭的人看作是怪物而飽受歧視。她所疼愛的6個孫子女亦因此而離她而去，最後她心愛的兒子也難逃人類相對短壽的命運而撒手人寰。
在她兒子臨終之際，她寫了信給她的6位孫子女，可是孫子們卻因暴風雨延誤了路程，她沒有等到一個人回來。因此引起了誤會，對人類產生出不信任感，感到絕望與深切的悲傷。
心中仍然深深受傷的道魯賓女王在回到魔女世界後，為了不讓發生在自己身上的悲劇重演，她斷絕了魔女世界與人類世界的所有交流，並且在施下魔女青蛙的詛咒之後，進入了森林裡讓自己陷入深沉的沉睡，內心的悲傷同時將該森林變成了「被詛咒的森林」。
在第2、3部小魔女們曾兩度進入被詛咒的森林中，並且遇到了道魯賓女王悲傷情緒幻化出來的幻影。第3部最後，小魔女們讓她回想起和丈夫的美好回憶，令幻影消失，森林回復原狀同時顯露出沉睡中的真身。在第4部中，在小魔女們的努力之下，使得道魯賓女王陸續回想起與孫子們的開心回憶，同時解開了她對自己孫子的誤會而甦醒過來，並親自解除魔女青蛙的詛咒。
解除詛咒後對現任女王和小花說出「魔女世界就拜託了」，同時也認可了小花繼承王位的資格。之後離開魔女界再次前往人間界遊歷。
名字在法語解釋作漩渦，在英文解釋為暴風。
喬治·貝納克斯（George Benekusu）　配音：小嶋一成
人類男性，是道魯賓女王的戀人兼丈夫。職業是蛋糕師傅，以自己製作的「最心愛的道魯賓」向道魯賓女王求婚。擁有一子安里。為了摘採蛋糕的材料覆盆子，不慎跌落山崖身亡。而他求婚的蛋糕「最心愛的道魯賓」的做法在後代中得以留存。
安利·貝納克斯（Anri Benekusu）　配音：池田知聡
道魯賓女王之子，育有五女一男。只有普通人類的壽命，比母親先行離開人世。因為諸多原因，在臨死之際，沒有一個孩子（道魯賓女王的孫子）能及時回家探望他。
英格利特（Eglinton Benekusu）　配音：鶴野恭子／台灣：林美秀
道魯賓女王的孫女，是兄弟姊妹之中裡面最大的。與出征前的尚恩結婚。道魯賓女王為她縫製了一張薔薇圖案的床單作為結婚的禮物。
娜塔莎（配音：谷井明日香／台灣：謝佼娟）
道魯賓女王的孫女，排行第二，喜歡彩虹。道魯賓女王曾送了一條彩虹的紡織品，但因為是首次製作的手工藝品，看上去不太像彩虹。。
瑪莉安妮（配音：松本美和／台灣：謝佼娟）
道魯賓女王的孫女，排行第三，喜歡貝殼。道魯賓女王拆散了喬治送給她自己的項鍊，並將該項練的珠子與貝殼串在一起製成一條新的項鍊送給瑪莉安妮。
羅拉（配音：今井由香／台灣：楊凱凱→王瑞芹）
道魯賓女王的孫女，排行第四，最喜歡貓咪模樣的芭芭。道魯賓女王曾織了一條上面有芭芭的貓臉圖案的圍巾給她。
安琪拉（配音：柚木涼香／台灣：楊凱凱）
道魯賓女王的孫女，排行第五，是個愛哭鬼，曾經請魔女庫洛斯教她織布，然後製作玻璃杯的杯墊送給奶奶道魯賓女王。
羅伊（配音：金井美香，乃村健次（晚年期）／台灣：楊凱凱（幼年）、魏伯勤（成年））
道魯賓女王最小的孫子，在離開祖母家前，帶走了繪有全家福的紡織品。後來對自己與姐姐們離祖母和父親而去感到懊悔。
接到道魯賓女王的信後和英格利特、安琪拉回家見父親最後一面，但遇上暴風雨延誤了路程。
回到家之後父親已經下葬，祖母則不知所蹤。每年都與家人們前來拜祭同時尋找祖母，但始終等不到祖母的音訊。他把一切寫下在日記中，並把日記和全家福留給後人，希望日後能讓祖母看到。
部分後人因擁有遺傳自道魯賓女王的魔女血統，能夠使用少許魔法。
尚恩（配音：喜安浩平／台灣：魏伯勤）
英格利特的戀人，在出征之前與英格利特结婚。
羅比（配音：天神有海／台灣：楊凱凱）
羅伊的子孫，因遺傳有托比安女王的魔女血統，擁有少許魔力，因而能夠與動物溝通。秘密收養5隻小貓，但在被媽媽發現及強烈的要求下，只能把牠們交給別人領養。在Doremi她們的幫助下，終於可以飼養其中1隻。他也給Doremi等人展示了羅伊留下的全家福紡織品、講解了羅伊日記的內容，並把日記借給她們。成為解開道魯賓女王對孫兒們誤會的關鍵人物。
薇格女王（Vague）
前任女王，道魯賓女王的妹妹，魔力也非常強大，僅次於姊姊。名字是法語裡「波浪」的意思。
為免引起權力鬥爭，魔女界規定女王的妹妹必須在人間界生活，直至現任女王退位或死亡才能回到魔女界遞補王位。所以她依例在人類世界生活了很長的日子。
在姊姊退位下嫁人類後回到魔女世界繼位，經過長時間統治後傳位至現任女王。
在位期間與前任魔法使界國王打牌獲勝，令魔女界領土得以擴張。但兩界也自此斷絕來往。

## 魔法師世界人物
魔法師世界的國王陛下（配音：津久井教生(現任國王)／台灣：魏伯勤／香港：黃子敬）
前任魔法師界國王與薇格女王玩卡牌，連輸到國土也割讓了一部份給魔女界，於是派了老頭阿迪盜取壞魔咒卡，藉此向魔女界報復不果。後來魔法師界一直衰退，前任國王故自動退位。
現任國王因變成了像是蜥蜴的奇怪生物，以傀儡的形象示人。
因為剩下的土地土壤貧瘠，魔法師翩翩草數量減少，難以開花，導致魔法師界的人口剩下當初的十分之一。
現任國王要老頭阿迪和歐西西迪伯爵把小花帶過來，請小花幫他回復原狀，卻被歐西西迪伯爵誤認為要綁架小花當人質，向魔女世界宣戰，拿回前任國王玩牌輸掉的國土。
後來由小花解除他的詛咒，變回原先的模樣。
這次事件後，魔女世界的女王陛下決定恢復兩界往來，並施法讓荒廢許久的魔法師世界變回綠意盎然的狀態。
是一個好國王，在受到幾次魔女世界的幫助後，第四部在魔女世界碰到危機時馬上義不容辭的命令自己的子民去協助。
真實身份為小曉的父親。
菲利普·S·歐西西迪伯爵（配音：乃村健次／台灣：魏伯勤／香港：梁志達）
初登場時受到國王命令，與老頭阿迪一起企劃綁架小花，但是自以為是地誤解了國王的「帶來」命令而變成了「綁架」，差點演變到魔法師世界和魔女世界的全面性戰爭。
後來被國王懲處，貶為掃廁所大臣。
亞雷奇三多魯·T·老頭阿迪（配音：松尾銀三，金光宣明（第四期第一话开始）／台灣：魏伯勤、于正昇（第三部））
受前任國王的委託偷了壞魔咒卡，但誤將卡片遺落人間，此事件也間接成為人類與魔女兩個世界的斷交關鍵，後來竊盜事件曝光後，被前代女王陛下關到聖潔電腦裡面，而且變成了疑似青蛙的奇怪黃色生物。之後因小花的魔法得以從電腦裡出來，回收完壞魔咒卡後才變回了原本的樣子，但偶爾還是會繼續變身成黃色生物的樣貌來哄小花高興。
第2部時為了能晉升為男爵，接受了歐西西迪伯爵的命令去搶奪小花，與Doremi等人為敵。但帶走小花的期間也非常用心地照顧她，最後更願意放棄爵位，將小花歸還給Doremi等人。
第3部開始因為被貶職後薪水難以生存，到「魔女幼稚園」打工。
第4部為了得到獎金而報考幼稚園教師資格試，但考試期間使用了魔法拯救危難中的小花而不合格。但出於他的長期貢獻，魔女米拉特別給他發放大量的魔法球作為獎金。
為人相當好色，喜好漂亮的年輕女孩，特別迷戀音符，為音符影迷俱樂部的第7號會員。
本性並不壞，且很有照顧小孩的本事，也是除母親DoReMi等人外最疼愛小花的人。在後續小說中更因為魔法師世界復甦後的大量嬰兒潮，憑藉在魔女幼稚園積累的工作經驗就任魔法師幼稚園的園長。
除音符的家人和魔法堂夥伴外是最支持音符的角色，在後續小說中音符人氣下跌時仍不離不棄，甚至在音符與母親生離死別時幫忙音符施放結界使其不受打擾。音符為了感謝，在影迷俱樂部復活後讓他擔任1號會員。

### FLAT4
由小曉(A)、藤男(F)、里昂(L)、阿徹(T)四個魔法使組成，名字取自四個成員之日文羅馬拼音之字頭，在小魔女DoReMi ♯初登場。
在第4部時到福井市的武生北小學留學，相當受女孩子的歡迎，小說版皆為高中足球隊的王牌，之後又一次回到魔法使界，作為今後魔法使的一種修行，他去了人間界的英國倫敦留學。因為是足球發達的國家，所以加入了少年足球隊，之後轉入福井縣的升學學校·黑龍南高中，展示了讓無名的足球部在“實力”高中獲得優勝的活躍。另外，利用自己的容貌經營著執事咖啡店（與學業兩立）。魔力和小學生時代相比已經成長到無法比擬的程度，但是因為優秀而引人注目，所以為了適應人類世界而很辛苦的樣子。另外，作為FLAT4，足球在高中是最後一次（雖然前進的道路也各不相同，但遲早曉會成為魔法使界的下一任國王，預計其他3人會成為國王的親信）。
小曉（あかつき，Akatsuki）　配音：／台灣：王瑞芹、謝佼娟（第二部第28集）／香港：梁偉德
紫色頭髮，喜歡DoReMi，喜好是玩電子遊戲機溜溜球及踏滑版，是魔法師世界的王子。
雖然很貪玩，但做起事來卻很認真。
起初是為了協助老頭阿迪搶走小花才接近Doremi等人的，但其實心地很善良。
小說版比其他3人早1年編入黑龍南高中。足球部的位置是中場球員。雖然現在也很喜歡Doremi，並宣言要和小竹成為對手。
名稱來源來自負責本作劇本之一的大和屋暁。
生日為1991年3月29日
藤男（Fujio）　配音：能登麻美子／台灣：雷碧文／香港：雷碧娜
橘色頭髮，喜歡羽月，總是拿住一本記事簿記下人間的事情，更刻意調查羽月的生活。小說版轉入黑龍江南高中，足球部的位置是防守。戴著眼鏡。
生日為1991年2月28日
里昂（Leon）　配音：山口真弓／台灣：林美秀→楊凱凱／香港：陳卓智
黃色頭髮，喜歡小愛，喜好運動，視小愛為運動的對手，卻沒有一次比賽贏過小愛，雖然沒有一次贏得比賽，但是相當有毅力，會說英文。小說版轉入黑龍南高中，足球部的位置是前鋒。不僅僅是愛子，對桃子也有興趣。4人中唯一一個實現了人類世界未來的夢想。
生日為1990年4月1日
阿徹（配音：奥島和美／台灣：謝佼娟／香港：蔡惠萍）
藍色頭髮，喜歡音符，立志當一個偶像，視音符為競爭對手，在舞蹈方面的專業連音符都讚嘆不已。
為音符影迷俱樂部的第10000號會員。小說版轉入黑龍南高中，足球部的位置是中場球員。一方面去看音符的舞台劇，另一方面也有喜歡成長了的小花。
生日為1990年6月5日

## 精靈
多多（Dodo）　配音：徳光由禾／台灣：謝佼娟／香港：黃麗芳
形象顏色:   粉红色
春風DoReMi的精靈。
和DoReMi一樣有丸子頭，性格也幾乎和DoReMi一樣，代表色為粉紅色，但顏色更淡。
同樣會DoReMi的三段式嘟嘴
能變成虎斑貓。
名稱取自音調Do。
時常把Doremi牛排吃掉的罪魁禍首
蕾蕾（Rere）　配音：水樹洵／台灣：雷碧文／香港：蔡惠萍
形象顏色:   橙色
藤原羽月的精靈。
性格幾乎跟羽月一樣，代表色和羽月一樣是橙色，但顏色更淡。
會拉小提琴。
能變成波斯貓。
名稱取自音調Re。
咪咪（Mimi）　配音：斉藤祐子／台灣：楊凱凱／香港：黃鳳英
形象顏色:   水色
妹尾愛子的精靈。
髮型和性格幾乎跟愛子一樣，代表色和小愛一樣是水色，但顏色更淡。
擅長按摩。
講話帶有關西口音。
能變成阿比西尼亞貓。
名稱取自音調Mi。
樂樂（Lolo）　配音：宍戸留美／台灣：王瑞芹／香港：劉惠雲
形象顏色:   紫色
瀨川音符的精靈
頭髮跟音符一樣，但辮子方向與音符相反，代表色和音符一樣是紫色，但顏色更淡。
擅長打桌球。
能變成暹羅貓。
妮妮（Nini）　配音：宮原永海（和桃子的配音員一樣）／台灣：王瑞芹／香港：曾秀清
形象顏色:   黃色（  緑色）
飛鳥桃子的精靈。
代表色和小桃子一樣是黃色/黃綠色，但顏色更淡。與桃子同樣有著招牌的髮圈。
能變成美國短毛貓。
發發（Fafa）　配音：石毛佐和（和泡泡的配音員一樣）
形象顏色:   粉红色
春風泡泡的精靈。
髮型跟泡泡一樣。代表色與泡泡同樣為紅色，但比泡泡更淡。
與泡泡不同的是不會瞧不起多多，反而很聽多多的話。
名稱取自音調Fa。
豆豆（Toto）　配音：大谷育江（和小花的配音員一樣）
形象顏色:   黃色（  白色）
小花的精靈。
代表色與小花同樣為白色和檸檬色，特徵是炸蝦造型的頭髮。
拉拉（Lala，配音：高村惠／台灣：雷碧文／香港：盧素娟→沈小蘭→許盈）
魔女莉卡的精靈。
和小魔女們的意見較一致。
喜歡美容和做臉，也喜歡泡溫泉。
名稱取自音調La。
芭芭（Baba）　配音：朴璐美／台灣：林美秀／香港：袁淑珍
道魯賓女王的精靈。
性格兩極化，在現任女王面前很謙卑，但在doremi等人面前卻各種任性！
喜歡喝可樂。會利用道魯賓女王孫子們的禮物情報來換取大量可樂！
能變成紅色的貓。
黑黑（Hehe）　配音：小西寛子／香港：曾秀清
魔女露卡的精靈。
雖然同樣陰險，但態度非常草率，隨便回應音符粉絲的信件。
因為第一期之後小西寛子離職的緣故，所以至此之後黑黑出現時都只有畫面而無任何台詞。